# Lokve, Primorsko-goranska županija
Lokve so naselje in občinsko središče v Primorsko-goranski županiji na Hrvaškem.

## Geografija
Lokve ležijo na nadmorski višini 730 mnm v Gorskem kotarju okoli 7 km jugozahodno od Delnic ob magistralni cesti Karlovec–Reka. V bližini Lokev je kraška jama Lokvarka, ki je v dolžini 1000 m urejena za obiskovalce, znano pa je tudi umetno Lokvarsko jezero.

## Zgodovina
V starih pisnih virih se Lokve prvič omenjajo leta 1481.

## Demografija
|  | 1123 | 1231 | 1430 | 1442 | 1131 | 1022 | 1181 | 1050 | 989  | 1106 | 960  | 848  | 741  | 748  | 659  | 584  | 464  |
|  | 1857 | 1869 | 1880 | 1890 | 1900 | 1910 | 1921 | 1931 | 1948 | 1953 | 1961 | 1971 | 1981 | 1991 | 2001 | 2011 | 2021 |

### Občina Lokve
Pod Občino Lokve spada poleg istoimenskega naselja še šest vasi: Homer, Lazac Lokvarski, Mrzla Vodica, Sleme, Sopač in Zelin Mrzlovodički.
|  | 2070 | 2061 | 2278 | 2363 | 2007 | 1972 | 2152 | 2087 | 1762 | 2516 | 1850 | 1522 | 1290 | 1255 | 1120 | 1049 | 850  |
|  | 1857 | 1869 | 1880 | 1890 | 1900 | 1910 | 1921 | 1931 | 1948 | 1953 | 1961 | 1971 | 1981 | 1991 | 2001 | 2011 | 2021 |

## Turizem
Lokve so postale turistično zanimive, ko so leta 1906 ustanovili "Olepševalno društvo". Pozneje je z zajezitvijo rečice Lokvarke nastalo dolgo umetno Lokvarsko jezero. Odtlej so Lokve središče raznih športnih aktivnosti (kopanje, veslanje, ribolov).